# Miagrammopes unipus
Miagrammopes unipus là một loài nhện trong họ Uloboridae.
Loài này thuộc chi Miagrammopes. Miagrammopes unipus được Arthur Merton Chickering miêu tả năm 1968.